# کریستف دومارژری
کریستف دومارژری (به فرانسوی: Christophe de Margerie) (زاده ۶ اوت ۱۹۵۱ - ۲۰ اکتبر ۲۰۱۴) کارآفرین، بازرگان و مدیر ارشد اجرایی فرانسوی بود، که به‌عنوان مدیر عامل اجرایی و رئیس هیئت مدیره شرکت توتال فعالیت می‌نمود. توتال هم‌اکنون چهارمین شرکت بزرگ نفتی و دوازدهمین شرکت برتر جهان به‌شمار می‌آید.
کریستف دومارژری فارغ‌التحصیل مدرسهٔ اقتصادی اکول سوپریر دو کامرس در پاریس بود. وی در سال ۱۹۷۴ به توتال پیوست. در سال ۱۹۹۵ مدیر امور مالی بخش خاورمیانه توتال شد. در ۱۹۹۹ مدیر بخش اکتشاف این شرکت گردید و سال ۲۰۰۰ نیز با حفظ سمت، به‌عنوان معاون مدیرعامل توتال منصوب شد.
او در ماه فوریه ۲۰۰۷ از سوی هیئت مدیره توتال، به‌عنوان مدیر عامل اجرایی این کمپانی بزرگ نفتی منصوب و جایگزین تیری دسمارس شد. وی از تاریخ ۲۱ مه ۲۰۱۰ ریاست هیئت مدیره توتال را نیز برعهده داشت.
دومارژری عضو هیئت مدیره شرکت ویوندی، شرکت بیمه آلیانتس (بزرگ‌ترین شرکت بیمه جهان) و ادنوک (بزرگ‌ترین شرکت نفتی امارات متحده عربی) نیز بود. دومارژری در ۲۰ اکتبر ۲۰۱۴ در سانحه برخورد هواپیمای جت شرکت توتال با یک دستگاه خودرو برف‌روب، در فرودگاه بین‌المللی ونوکووا درگذشت. او برای شرکت در جلسهٔ دولت روسیه با موضوع سیاست خارجی که روز دوشنبه در شهر گورکی در نزدیک مسکو برگزار می‌شد، به این شهر سفر کرده بود و این سانحه هنگامی رخ داد که هواپیما قصد داشت مسکو را به مقصد پاریس ترک کند.